# 瑞杜安·佩塔拉
瑞杜安·佩塔拉（英語：Redhuan Petara，1988年3月25日—）是一名汶萊足球運動員，位置後衛，目前效力於汶萊超級足球聯賽的球隊因德拉SC。身高170公分，體重80公斤。

## 俱樂部
- 汶萊超級足球聯賽（第一級）
  - 因德拉SC（?-）

## 國家隊
他代表汶萊國家隊參加的首個國際賽事是2014年鈴木盃外圍賽。
| #        | 賽事               | 出賽 | 進球 |
| -------- | ------------------ | ---- | ---- |
| 1        | 2014年鈴木盃外圍賽 | 3    | 0    |
| 生涯總計 | 生涯總計           | 3    | 0    |

## 榮譽

### 俱樂部
- 汶萊超級足球聯賽
  - 冠軍：2012-13年、2014年

## 外部連結
- Soccerway （页面存档备份，存于）